# 2889年，一个美国记者的一天
《2889年，一个美国记者的一天》（法語：La Journée d'un journaliste américain en 2889）是法国小说家儒勒·凡尔纳创作的短篇小说，于1889年2月发表在美国《论坛》杂志。这篇小说的灵感可能源自凡尔纳的儿子迈克尔·凡尔纳。

## 设想
凡尔纳在这篇小说中描绘了1000年后的新奇世界，其中主要的设想包括：
- 横穿海洋的气压管道，旅行者在其中的穿行速度可达1500km/h
- 视频通话
- 人类的预期寿命从37岁增加至68岁
- 直接运送至家中的无菌预制食物
- 在云中展示的巨型广告
- 火星、金星、水星之间的电报通信
- 计算95次方程式
- 24维空间
- 3千米直径的天文望远镜
- 研究另一星球上的化学元素
- 射程100km的窒息弹，长20里的电火花，携带鼠疫菌、霍乱菌、黄热病菌的炮弹
- 中国计划生育
- 时速600km的空中汽车
- 人体冷冻技术
- 可执行神奇计算的计数设备（计算器）
- 基础元素被简化为三种（现代科学中的电子、质子和中子）。

## 改编
纪尧姆·盖斯和大卫·范德默伦创作的同名改编漫画于2009年出版。

## 脚注
1. ↑  Vandermeulen, David, ...; Verne, Michel. . Montpellier: 6 pieds sous terre. 2009. ISBN 978-2-35212-046-9. OCLC 742794388.